# Gibbaranea nanguosa
Gibbaranea nanguosa is een spinnensoort uit de familie wielwebspinnen. Deze spin komt voor in China. De soort werd in 1996 wetenschappelijk beschreven.